# Premis Oscar de 1945
Els Premis Oscar de 1945 (en anglès: 18th Academy Awards) foren presentats el 7 de març de 1946 en una cerimònia realitzada al Grauman's Chinese Theatre de Los Angeles.
La cerimònia fou presentada pels actors James Stewart i Bob Hope.

## Curiositats
Després de les penúries passades per culpa de la Segona Guerra Mundial les estatuetes que s'atorgaren durant la nit tornaren a ser de bronze amb cobertura daurada d'or.
La victòria del drama Dies perduts de Billy Wilder convertí aquest film en el primer a aconseguir el premi a millor pel·lícula en la cerimònia dels Òscars així com en endur-se la Palma d'Or del Festival de Cannes.
La guanyadora del premi a millor actriu, Joan Crawford, no fou present a la cerimònia a conseqüència d'una pneumònia. En sentir per la ràdio que fou la guanyadora convocà la premsa a casa seva, i des del llit acceptà el premi.
Amb la seva nominació a millor actriu, Greer Garson es convertí a la primera actriu en aconseguir 5 nominacions consecutives en aquesta categoria.
La pel·lícula franco-alemanya-suïssa Marie-Louise dirigida per Leopold Lindtberg es convertí en la primera pel·lícula de parla no anglesa en aconseguir un Òscar, concretament el de millor guió original.

## Premis
| Millor pel·lícula | Millor director |
| --- | --- |
| - Dies perduts (Charles Brackett per Paramount Pictures) - Lleveu àncores! (Joe Pasternak per Metro-Goldwyn-Mayer) - The Bells of St. Mary's (Leo McCarey per RKO Radio Pictures) - Mildred Pierce (Jerry Wald per Warner Bros.) - Spellbound (David O. Selznick per United Artists) | - Billy Wilder per Dies perduts - Clarence Brown per El foc de la joventut - Alfred Hitchcock per Spellbound - Leo McCarey per The Bells of St. Mary's - Jean Renoir per The Southerner |
| Millor actor | Millor actriu |
| - Ray Milland per Dies perduts com a Don Birnam - Bing Crosby per The Bells of St. Mary's com a Pare Chuck O'Malley - Gene Kelly per Lleveu àncores! com a Joseph "Joe" Brady - Gregory Peck per The Keys of the Kingdom com a Pare Francis Chisholm - Cornel Wilde per A Song to Remember com a Frédéric Chopin | - Joan Crawford per Mildred Pierce com a Mildred Pierce Beragon - Ingrid Bergman per The Bells of St. Mary's com a Germana Mary Benedict - Greer Garson per The Valley of Decision com a Mary Rafferty - Jennifer Jones per Love Letters com a Singleton/Victoria Morland - Gene Tierney per Que el cel la jutgi com a Ellen Berent Harland |
| Millor actor secundari | Millor actriu secundària |
| - James Dunn per A Tree Grows in Brooklyn com a Johnny Nolan - Michael Chekhov per Spellbound com a Dr. Alexander 'Alex' Brulov - John Dall per The Corn Is Green com a Morgan Evans - Robert Mitchum per The Story of G.I. Joe com a Tinent Bill Walker - J. Carrol Naish per A Medal for Benny com a Charley Martin | - Anne Revere per El foc de la joventut com a Mrs Araminty Brown - Eve Arden per Mildred Pierce com a Ida Corwin - Ann Blyth per Mildred Pierce com a Veda Pierce Forrester - Angela Lansbury per The Picture of Dorian Gray com a Sibyl Vane - Joan Lorring per The Corn Is Green com a Bessie Watty |
| Millor guió original | Millor guió adaptat |
| - Richard Schweizer per Marie-Louise - Myles Connolly per Music for Millions - Milton Holmes per Salty O'Rourke - Harry Kurnitz per What Next, Corporal Hargrove? - Philip Yordan per Dillinger | - Charles Brackett i Billy Wilder per Dies perduts (sobre hist. de Charles R. Jackson) - Leopold Atlas, Guy Endore i Philip Stevenson per The Story of G.I. Joe (sobre hist. d'Ernest Taylor Pyle) - Frank Davis i Tess Slesinger per A Tree Grows in Brooklyn (sobre hist. de Betty Smith) - Ranald MacDougall per Mildred Pierce (sobre hist. de James M. Cain) - Albert Maltz per Pride of the Marines (sobre hist. de Roger Butterfield) |
| Millor història | Millor curtmetratge d'animació |
| - Charles G. Booth per The House on 92nd Street - Alvah Bessie per Objectiu Birmània - László Görög i Thomas Monroe per The Affairs of Susan - Ernst Marischka per A Song to Remember - John Steinbeck i Jack Wagner per A Medal for Benny | - Quiet Please! de Fred Quimby - Donald's Crime de Walt Disney - Jasper and the Beanstalk de George Pal - Life with Feathers d'Edward Selzer - Mighty Mouse in Gypsy Life de Paul Terry - The Poet and Peasant de Walter Lantz - Rippling Romance (Columbia) |
| Millor banda sonora - Dramàtica o còmica | Millor banda sonora - Musical |
| - Miklós Rózsa per Spellbound - Daniele Amfitheatrof per Guest Wife - Louis Applebaum i Ann Ronell per The Story of G.I. Joe - Dale Butts i Morton Scott per Flame of Barbary Coast - Robert Emmett Dolan per The Bells of St. Mary's - Lou Forbes per El meu xicot és boig - Hugo Friedhofer i Arthur Lange per The Woman in the Window - Karl Hajos per The Man Who Walked Alone - Werner Janssen per Captain Kidd - Werner Janssen per Guest in the House - Werner Janssen per The Southerner - Edward J. Kay per G. I. Honeymoon - Alfred Newman per The Keys of the Kingdom - Miklós Rózsa per Dies perduts - Miklós Rózsa i Morris Stoloff per A Song to Remember - H. J. Salter per This Love of Ours - Herbert Stothart per The Valley of Decision - Aleksander Tansman per Paris Underground - Franz Waxman per Objectiu Birmània - Roy Webb per Miracle d'amor - Victor Young per Love Letters | - Georgie Stoll per Lleveu àncores! - Robert Emmett Dolan per Incendiary Blonde - Lou Forbes i Ray Heindorf per Un home fenomen - Walter Greene per Why Girls Leave Home - Ray Heindorf i Max Steiner per Rhapsody in Blue - Charles Henderson i Alfred Newman per State Fair - Edward J. Kay per Sunbonnet Sue - Jerome Kern i H. J. Salter per Can't Help Singing - Arthur Lange per Belle of the Yukon - Edward Plumb, Paul J. Smith i Charles Wolcott per The Three Caballeros - Morton Scott per Hitchhike to Happiness - Marlin Skiles i Morris Stoloff per Aquesta nit i sempre |
| Millor cançó original | Millor so |
| - Richard Rodgers (música); Oscar Hammerstein II (lletra) per State Fair ("It Might as Well Be Spring") - Harold Arlen (música); Johnny Mercer (lletra) per Here Come the Waves ("Accentuate the Positive") - Jule Styne (música); Sammy Cahn (lletra) per Aquesta nit i sempre ("Anywhere") - James Van Heusen (música); Johnny Burke (lletra) per The Bells of St. Mary's ("Aren't You Glad You're You") - Jay Livingston (música); Ray Evans (lletra) per Why Girls Leave Home ("The Cat and the Canary") - Walter Kent (música); Kim Gannon (lletra) per Earl Carroll Vanities ("Endlessly") - Jule Styne (música); Sammy Cahn (lletra) per Lleveu àncores! ("I Fall in Love Too Easily") - Allie Wrubel (música); Herb Magidson (lletra) per Sing Your Way Home ("I'll Buy That Dream") - Ann Ronell (música i lletra) per The Story of G.I. Joe ("Linda") - Victor Young (música); Eddie Heyman (lletra) per Love Letters ("Love Letters") - Jerome Kern (música); E. Y. Harburg (lletra) per Can't Help Singing ("More and More") - James Van Heusen (música); Johnny Burke (lletra) per Belle of the Yukon ("Sleighride in July") - David Rose (música); Leo Robin (lletra) per Un home fenomen ("So in Love") - Ray Heindorf i M. K. Jerome (música); Ted Koehler (lletra) per San Antonio ("Some Sunday Morning") | - Stephen Dunn per The Bells of St. Mary's - John P. Livadary per A Song to Remember - Jack Whitney perThe Southerner - Douglas Shearer per They Were Expendable - Loren L. Ryder per The Unseen - W. V. Wolfe per Three Is a Family - Daniel J. Bloomberg per Flame of Barbary Coast - Gordon Sawyer per Un home fenomen - Thomas T. Moulton per Que el cel la jutgi - Bernard B. Brown per Lady on a Train - C. O. Slyfield per The Three Caballeros - Nathan Levinson per Rhapsody in Blue                                                                                          |
| Millor direcció artística - Blanc i Negre | Millor direcció artística - Color |
| - Wiard Ihnen; A. Roland Fields per Blood on the Sun - James Basevi i William S. Darling; Thomas Little i Frank E. Hughes per The Keys of the Kingdom - Albert S. D'Agostino i Jack Okey; Darrell Silvera i Claude Carpenter per Experiment perillós - Hans Dreier i Roland Anderson; Sam Comer i Ray Moyer per Love Letters - Cedric Gibbons i Hans Peters; Edwin B. Willis, John Bonar i Hugh Hunt per The Picture of Dorian Gray | - Hans Dreier i Ernst Fegté; Sam Comer per La cala del francès - Cedric Gibbons i Urie McCleary; Edwin B. Willis i Mildred Griffiths per El foc de la joventut - Stephen Goosson i Rudolph Sternad; Frank Tuttle per Les mil i una nits - Ted Smith; Jack McConaghy per San Antonio - Lyle Wheeler i Maurice Ransford; Thomas Little per Que el cel la jutgi |
| Millor fotografia - Blanc i Negre | Millor fotografia - Color |
| - Harry Stradling per The Picture of Dorian Gray - George Barnes per Spellbound - Ernest Haller per Mildred Pierce - Arthur C. Miller per The Keys of the Kingdom - John F. Seitz per Dies perduts | - Leon Shamroy per Que el cel la jutgi - George Barnes per Pirates del Carib - Tony Gaudio i Allen M. Davey per A Song to Remember - Robert Planck i Charles P. Boyle per Lleveu àncores! - Leonard Smith per El foc de la joventut |
| Millor muntatge | Millors efectes especials |
| - Robert J. Kern per El foc de la joventut - George Amy per Objectiu Birmània - Doane Harrison per Dies perduts - Harry Marker per The Bells of St. Mary's - Charles Nelson per A Song to Remember | - John P. Fulton (fotografia); Arthur Johns (so) per Un home fenomen - Lawrence W. Butler (fotografia); Ray Bomba (so) per Les mil i una nits - Jack Cosgrove (fotografia i so) per Spellbound - A. Arnold Gillespie, Donald Jahraus i R. A. MacDonald (fotografia); Michael Steinore (so) per They Were Expendable - Fred Sersen i Sol Halprin (fotografia); Roger Heman Sr. i Harry M. Leonard (so) per Captain Eddie |
| Millor documental | Millor curtmetratge documental |
| - The True Glory (Government of Great Britain, Government of USA) - The Last Bomb (U.S. Army Air Force) | - Hitler Lives? (Warner Bros.) - Library of Congress (Office of War Information) - To the Shores of Iwo Jima (U.S. Marine Corps) |
| Millor curtmetratge, un carret | Millor curtmetratge, dos carrets |
| - Stairway to Light de Herbert Moulton i Jerry Bresler - Along the Rainbow Trail d'Edmund Reek - Screen Snapshots' 25th Anniversary de Ralph Staub - Story of a Dog de Gordon Hollingshead - White Rhapsody de Grantland Rice - Your National Gallery de Joseph O'Brien i Thomas Mead | - Star in the Night de Gordon Hollingshead - A Gun in His Hand de Chester Franklin - The Jury Goes Round 'N' Round de Jules White - The Little Witch de George Templeton |

## Oscar Honorífic
- Walter Wanger - pels seus sis anys de servei com a President de l'Acadèmia de les Arts i les Ciències Cinematogràfiques. [placa especial]
- Daniel J. Bloomberg, Republic Studio i Republic Studio Sound Department - per la construcció d'un auditori musical que estableix les condicions de gravació òptima i combina tots els elements d'acústica i de disseny d'enginyeria. [certificat. Presentat el 1946]
- The House I Live In (produït per Frank Ross, dirigit per Mervyn Leroy, guió d'Albert Maltz; cançó "The House I Live In" música d'Earl Robinson i lletra de Lewis Allan, i interpretat per Frank Sinatra) - pel seu missatge de tolerància. [certificat]

## Oscar Juvenil
- Peggy Ann Garner - com a actriu infantil més destacada de 1945. [estatueta en miniatura. Presentat el 1947]

## Presentadors
- Ingrid Bergman (Millor actor)
- Charles Boyer (Millor actriu)
- Frank Capra (Millor edició, so i efectes especials)
- Bette Davis (Millor guió original i guió adaptat)
- Y. Frank Freeman (Millors curtmetratges i documentals)
- D.W. Griffith (Millor fotogragfia)
- Van Heflin (Millor actor i actriu secundaris)
- Eric Johnston (Millor pel·lícula)
- George Murphy (Premi Juvenil)
- Donald Nelson (Òscar Honorífic)
- Ginger Rogers (Millor direcció artística)
- Cesar Romero i Peter Viertel (entrada al xou)
- William Wyler (Millor director)

## Múltiples nominacions i premis
| Les següents pel·lícules van rebre diverses nominacions: - 8 nominacions: The Bells of St. Mary's - 7 nominacions: Dies perduts - 6 nominacions: Mildred Pierce, A Song to Remember i Spellbound - 5 nominacions: Lleveu àncores! i El foc de la joventut - 4 nominacions: The Keys of the Kingdom, Que el cel la jutgi, Love Letters, The Story of G.I. Joe i Un home fenomen - 3 nominacions: Objectiu Birmània, The Picture of Dorian Gray i The Southerner - 2 nominacions: Belle of the Yukon, Can't Help Singing, The Corn Is Green, Flame of Barbary Coast, A Medal for Benny, Rhapsody in Blue, San Antonio, State Fair, They Were Expendable, Les mil i una nits, The Three Caballeros, Aquesta nit i sempre, A Tree Grows in Brooklyn, The Valley of Decision i Why Girls Leave Home | Les següents pel·lícules van rebre més d'un premi: - 4 premis: Dies perduts - 2 premis: El foc de la joventut |